# Siebenbach (Mühlenbach)
Der Siebenbach ist ein ungefähr 1–2 Meter breiter und 3,1 Kilometer langer, westsüdwestlicher und orographisch linker Zufluss des Mühlenbachs in Bornheim im Süden von Nordrhein-Westfalen.

## Name
Der Siebenbach wurde nach dem Ort Sechtem benannt. Der ursprüngliche Ortsname „Sephteme“ hat sich immer wieder geändert, bis er schließlich zum heutigen „Sechtem“ wurde. Dieser Name ist auf die römerzeitliche Form des Siedlungsnamens ad Septimam leugam zurückzuführen. Der Ort lag damals genau sieben Leugen vom römischen Köln entfernt.

## Geographie

### Verlauf
Der Siebenbach entspringt im NSG Keltischer Ringwall und Kerbtal (SU-037) einer Quelle in einem Waldstück zwischen Walberberg und Merten. Kurz vor Sechtem mündet der Siebenbach von links in den Mühlenbach, der noch an Sechtem vorbeifließt und nach dem Gewerbepark Sechtem in den Dickopsbach mündet.

### Einzugsgebiet
Der Siebenbach hat ein 4,3 km² großes Einzugsgebiet, das er über Mühlenbach, Dickopsbach und Rhein zur Nordsee entwässert.